# Florencia Luna
Florencia Luna (16 de mayo de 1962) es una filósofa argentina especialista en bioética.  Es investigadora Independiente del Consejo Nacional de Investigaciones Científicas y Técnicas (CONICET). Docente de la Universidad de Buenos Aires y coordinadora del Área de Bioética de la Facultad Latinoamericana de Ciencias Sociales (FLACSO). En 1996 fundó la revista Perspectivas Bioéticas, la primera revista argentina dedicada a la bioética de la que es directora. Es hija del historiador Félix Luna y de Felisa de la Fuente.
Fue presidenta de la IAB Internationnal Association of Bioethics en 2004.

## Biografía
En 1990 se licenció en Filosofía en la Universidad de Buenos Aires, en 1992 recibió el Master of Arts en la Universidad de Columbia y en 1996 se doctoró en Filosofía en la Universidad de Buenos Aires. Comenzó a trabajar en temáticas de investigación biomédica y atención sanitaria. 
Fue Consejera Temporaria de la Organización Mundial de la Salud (OMS) y del Consejo para las Organizaciones Internacionales de Ciencias Médicas (CIOMS, por sus siglas en inglés). Directora junto a Ruth Macklin desde 1999 de un Programa de Ética en Investigación otorgado por el Fogarty Center de los Institutos Nacionales de Salud (NIH) de Estados Unidos. 
Directora y fundadora de la revista Perspectivas Bioéticas desde 1996 (primera revista argentina dedicada a la bioética). 

## Premios
- En 2006 recibió el Premio Konex en Humanidades.[1]

## Obras seleccionadas
- Luna, Florencia y Salles, Arleen L.F. Un mundo complejo: nuevas reflexiones sobre temas clásicos de bioética, Editorial Fondo de Cultura Económica (FCE), México (en prensa).
- Luna, Florencia. Bioethics and Vulnerability: A Latin American View, Value Inquiry Book Series, RODOPI, Ámsterdam - NY, 2006.
- Luna, Florencia y Rivera López, Eduardo (comps.) Los desafíos éticos de la genética humana, UNAM-Fondo de Cultura Económica (FCE), México, 2005.
- Luna, Florencia y Rivera López, Eduardo (comps.) Ética y Genética. Los problemas morales de la genética humana, E. Catálogos, Bs. As., 2004.